# Tmetothrips subapterus
Tmetothrips subapterus är en insektsart som först beskrevs av Alexander Henry Haliday 1836.  Tmetothrips subapterus ingår i släktet Tmetothrips och familjen smaltripsar. Inga underarter finns listade i Catalogue of Life.